# Почетненська сільська рада
Поче́тненська сільська́ ра́да — адміністративно-територіальна одиниця та орган місцевого самоврядування у Красноперекопському районі Автономної Республіки Крим. Адміністративний центр — село Почетне.

## Загальні відомості
- Населення ради: 2 132 особи (станом на 2001 рік)

## Населені пункти
Сільській раді підпорядковані населені пункти:
- с. Почетне
- с. П'ятихатка

## Склад ради
Рада складається з 18 депутатів та голови.
- Голова ради: Книга Марина Іванівна

### Керівний склад попередніх скликань
| Прізвище, ім'я, по батькові     | Основні відомості                                                         | Дата обрання | Дата звільнення |
| ------------------------------- | ------------------------------------------------------------------------- | ------------ | --------------- |
| Сафонов Олександр Володимирович | Сільський голова, 1957 року народження, безпартійний                      | 26.03.2006   | 01.04.2007      |
| Дубок Надія Олексіївна          | Сільський голова, 1970 року народження, позапартійна                      | 26.08.2007   | 31.10.2010      |
| Книга Марина Іванівна           | Сільський голова, 1966 року народження, освіта вища, член Партії регіонів | 31.10.2010   |                 |

Примітка: таблиця складена за даними сайту Верховної Ради України

### Депутати
За результатами місцевих виборів 2010 року депутатами ради стали:

#### За суб'єктами висування
| Суб'єкт висування | Кількість обраних депутатів | %    |
| ----------------- | --------------------------- | ---- |
| Партія регіонів   | 11                          | 61,1 |
| Самовисування     | 5                           | 27,8 |
| Партія «Союз»     | 2                           | 11,1 |

#### За округами
| № округу        | Прізвище, ім'я, по батькові     | Дата визнання обраним | Освіта             | Партійна приналежність | Відомості про обраного депутата                 |
| --------------- | ------------------------------- | --------------------- | ------------------ | ---------------------- | ----------------------------------------------- |
| Партія регіонів |                                 |                       |                    |                        |                                                 |
| 2               | Будько Валентин Вікторович      | 07.11.2010            | середня            | позапартійний          | ТОВ «Голден-Райс», механізатор                  |
| 4               | Клочкова Лідія Олексіївна       | 07.11.2010            | вища               | член Партії регіонів   | ПП «Кірнаєва», підсобний робітник               |
| 5               | Грігораш Вікторія Георгіївна    | 07.11.2010            | вища               | член Партії регіонів   | Почетненська сільська бібліотека, бібліотекар   |
| 6               | Волошина Олена Вікторівна       | 07.11.2010            | вища               | член Партії регіонів   | дошкільний навчальний заклад «Сонечко», завгосп |
| 7               | Куліш Анжела Вікторівна         | 07.11.2010            | вища               | член Партії регіонів   | тимчасово не працює                             |
| 8               | Кондратенко Наталія Юріївна     | 07.11.2010            | вища               | член Партії регіонів   | ТОВ «Голден-Райс», бухгалтер                    |
| 9               | Тимощенко Олена Анатоліївна     | 07.11.2010            | середня            | член Партії регіонів   | ПП «У Алли», продавець                          |
| 11              | Расімов Ридван Казімович        | 07.11.2010            | середня спеціальна | член Партії регіонів   | ТОВ «Голден-Райс», механізатор                  |
| 12              | Вишневська Валентина Миколаївна | 07.11.2010            | вища               | член Партії регіонів   | пенсіонер                                       |
| 13              | Цибульський Віктор Максимович   | 07.11.2010            | вища               | член Партії регіонів   | Почетненський НВК «Школа-ліцей», кочегар        |
| 18              | Білий Станіслав Васильович      | 07.11.2010            | середня            | член Партії регіонів   | ТОВ «Полівтор», механізатор                     |
| Партія «Союз»   |                                 |                       |                    |                        |                                                 |
| 1               | Ткачук Наталя Павлівна          | 07.11.2010            | вища               | член Партії «Союз»     | пенсіонер                                       |
| 3               | Дідковська Валентина Петрівна   | 07.11.2010            | вища               | член Партії «Союз»     | будинок культури с. Почетне, директор           |
| Самовисування   |                                 |                       |                    |                        |                                                 |
| 10              | Леонова Ірина Володимирівна     | 04.04.2011            | вища               | позапартійна           | тимчасово не працює                             |
| 14              | Хміль Олена Миколаївна          | 07.11.2010            | середня            | позапартійна           | КВГ, машиніст                                   |
| 15              | Галіч Руслан Андрійович         | 07.11.2010            | середня спеціальна | позапартійний          | тимчасово не працює                             |
| 16              | Михалюк Дмитро Степанович       | 07.11.2010            | середня            | позапартійний          | тимчасово не працює                             |
| 17              | Галич Алла Миколаївна           | 07.11.2010            | середня            | позапартійна           | пенсіонер                                       |